# Ford Mustang
El Ford Mustang és un muscle car de la casa estatunidenca Ford. Es va basar inicialment en la segona generació del model nord-americà Ford Falcon, un vehicle del segment D. Va ser introduït al mercat el 17 d'abril del 1964. El Mustang de 1965 va ser el model més reeixit des del Ford A., així mateix Mustang és la tercera saga de Ford més antiga, els models de la qual han sofert nombroses transformacions fins a arribar a l'actual sisena generació.
El Mustang va donar origen a una nova classe de vehicle estatunidenc denominat «pony car» — un coupé esportiu amb llarg capó davanter i curta part posterior. — Ha tingut entre els seus màxims rivals al Chevrolet Camaro de GM, el Javelin de AMC,el Dodge Challenger, i el renovat Plymouth Barracuda de Chrysler. També ha inspirat a models com el Toyota Celica i Ford Capri, que van ser importats posteriorment als Estats Units.

## Història
Encara que es digui el contrari, en aquella època i després d'una guerra mundial que va deixar a Europa en condicions lamentables, el mercat nord-americà gaudia de grans automòbils amb potència, bon disseny, comportament, alta tecnologia i prestacions, mentre que a Europa, en els anys cinquanta, marques com Audi no produïen cap vehicle. No va ser fins als anys vuitanta quan el mercat Europeu es va anivellar amb el nord-americà sent això últim de totes maneres superior.

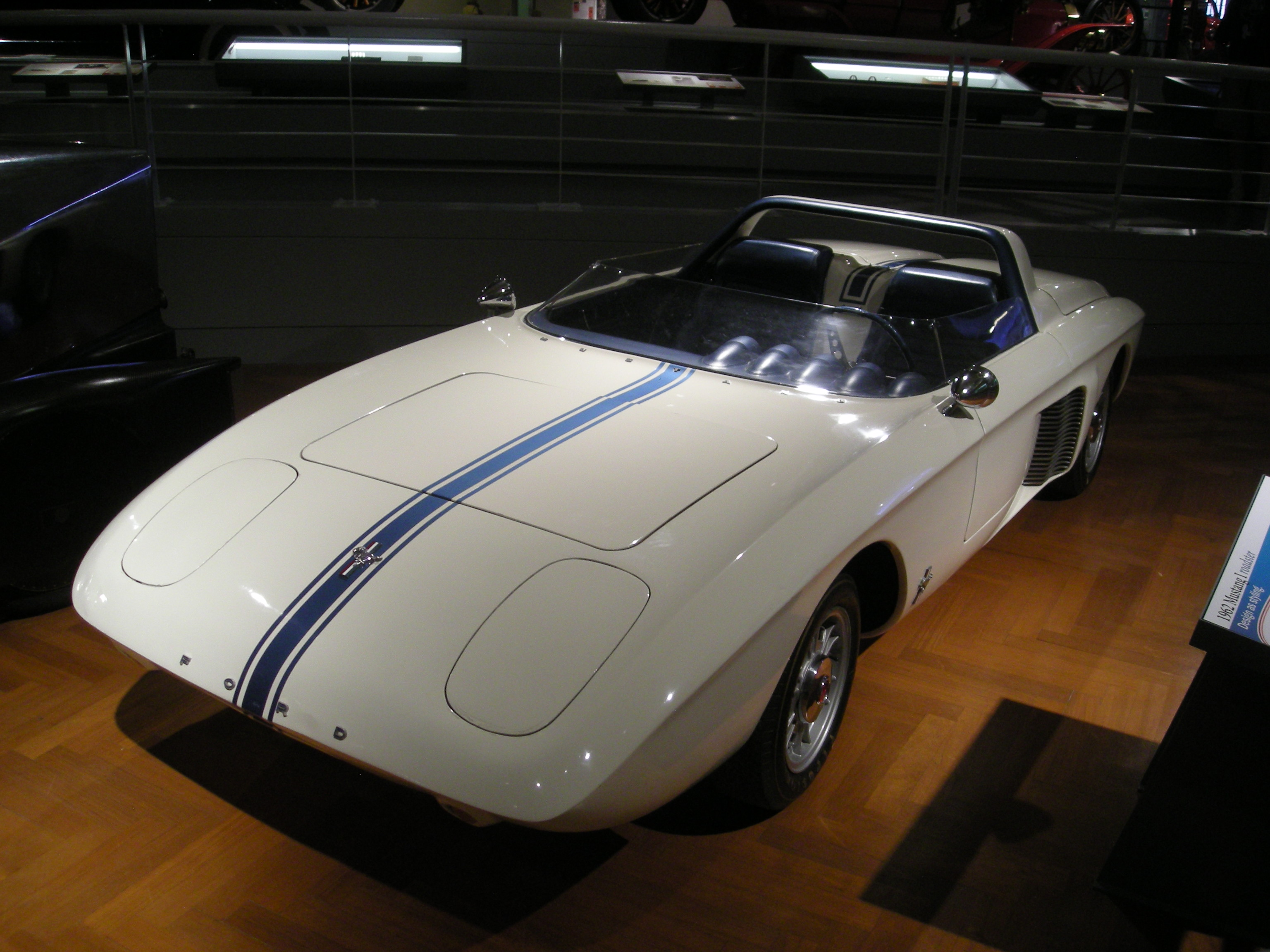
Primer prototip del Ford mustang 1962.

Ford va presentar el Thunderbird, que va néixer per competir directament amb el Chevrolet Corvette, el clàssic superdeportiu nord-americà. El Thunderbird va calar profund en els clients de l'època, però al començament dels anys 60 va començar a perdre atractiu. Donat aquest motiu, Lee Iacocca, president de la Ford Motor Company al costat del seu equip de Ford, va començar a dissenyar el substitut del Thunderbird, el qual havia de superar els estàndards d'aquest vehicle.
En 1961 Llegeix Iacocca vicepresident de Ford Motor Company va fundar el Comitè Fairlane, el qual el punt de reunió era el mateix, l'hotel Fairlane, la qual era per iniciar la cerca de l'acte gairebé perfecte. Com a punt de partida, el cotxe havia de ser més lleuger comparat amb vehicles pesats de 2 tones que s'usaven en aquesta època, havia de ser senzill, econòmicament accessible, i amb totes les comoditats típiques d'un vehicle de classe mitjana, per tant havia de tenir, seients individuals, suaus acabats i palanca de canvis en el sòl. Regularment, per atreure la major quantitat de públic possible, aquest acte hauria de tenir totes les opcions disponibles d'accessoris, tipus de carrosseria, color del cotxe, motor, transmissió manual o automàtica, etc.
Davant l'enorme quantitat de variants del nou model, no va haver-hi el temps suficient per crear una base mecànica relativament nova. Diversos elements del xassís i suspensió van ser recuperats del Ford Falcon, i algunes altres parts d'uns altres més models de la marca. Acabat els treballs de disseny, es va començar una labor de molta importància: el famós màrqueting o màrqueting. Una forma de promoció van ser les "fotos secretes" del model a prova, que van augmentar notablement l'interès per conèixer el nou diamant de Ford. D'aquesta manera es va llançar el Ford Mustang 64 1/2 durant la Fira Mundial de Nova York el 17 d'abril de 1964.

### Naixement del Mustang
No obstant això, els màxims mandataris de Ford volien veure al seu Mustang competint directament amb els seus rivals en un circuit professional. Per a això es va recórrer a Carroll Shelby (ex-corredor que fabricava prototips de carreres i competició coneguts com a Cobres) qui ja tenia algun contacte de negocis amb Ford Motor Company. Així sorgeix el fastback com un tercer tipus de carrosseria pel Ford Mustang en 1965 i així mateix aquest fastback és la carrosseria basi sobre la qual es crea el Shelby GT350.
Els dissenys originals del Ford Mustang van ser un èxit, no obstant això, el model que ha perdurat com un clàssic de la família Mustang és, sens dubte, el Ford Mustang Shelby GT500.
Amb Carroll Shelby al capdavant del programa de carreres de Ford, es van fer famoses les distintives bandes blanques que creuaven als seus cotxes modificats com el també famós Ford GT40.

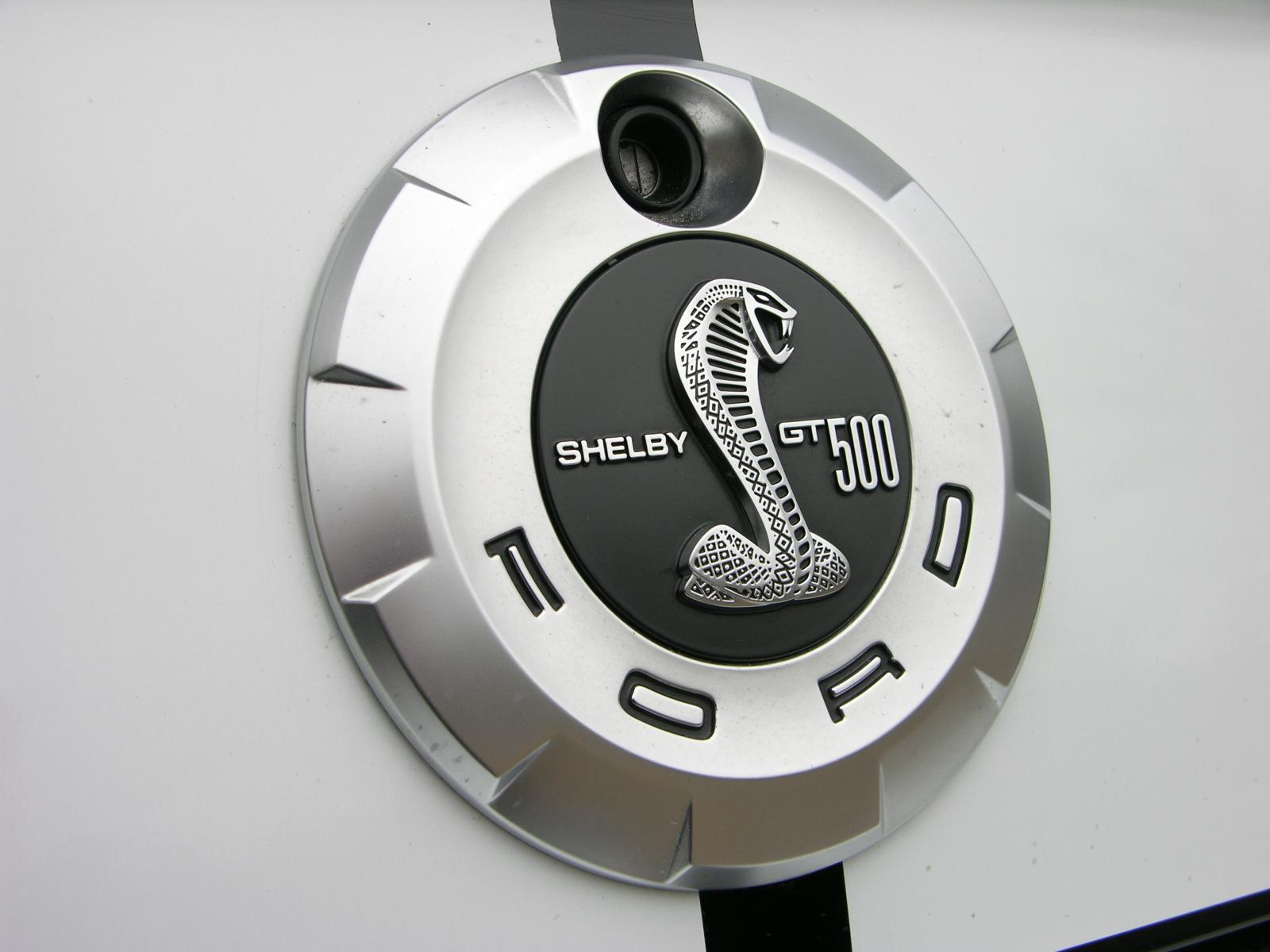
Ford Mustang logotip Shelby

El debut del Mustang Shelby GT350 va ser el gener de 1965. I té el seu primer èxit en competències tan sol un mes després en guanyar la seva primera carrera en Green Valley, Texas. El novembre de 1966, Shelby va llançar el llegendari Mustang Shelby GT500.
Per a febrer de 1970, i després de la caiguda en la venda d'automòbils de competència de la línia Ford-Shelby, Ford conclou el contracte amb Carroll Shelby.
La desaparició del logo Ford de la part davantera del capó distingirien (amb el pas dels anys) del que seria un clàssic del que no ho és. El Fastback cediria el seu lloc al SportsRoof amb alguns canvis físics per tenir les mesures necessàries per a les competències nord-americanes. En 1970, es van canviar gairebé tots els motors disponibles, quedant en oferta els models Mach 1, Boss 302 i el Boss 429. Per 1971, el cotxe va tornar a incrementar-se en longitud, quedant com a versions disponibles el Mach 1 i el Boss 351.
Les noves tendències anti-contaminants de l'època van obligar a Ford a oferir pel Mustang només la versió Mach 1 per 1972. 1973 va significar l'última etapa de la primera generació dels Ford Mustang. El model final, un amb lleugeres modificacions respecte a l'anterior. L'era dels Mustang pura sang havia acabat per sempre, o almenys fins a aquest dia.
El Mustang II, obligat a ser més petit en tots els aspectes respecte als seus antecessors per la crisi del petroli, era un 4 cilindres en línia que distava molt dels pura sang. Aquest model va romandre gairebé sense canvis fins a 1979, quan es va aconseguir un model més gran i lleuger gràcies a la utilització de nous materials. Fins a aquest llavors, el Mustang havia canviat de cara, d'un superdeportivo a un vehicle de luxe.

## Primera generació (1964½-1973)

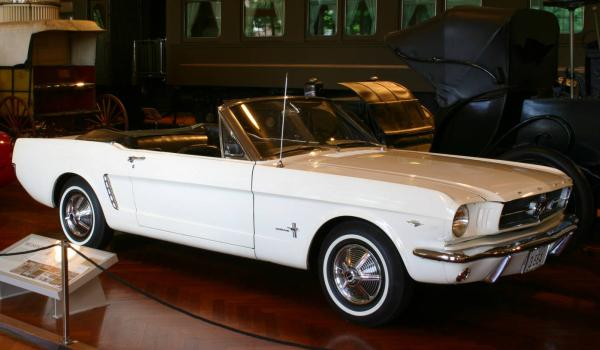
El primer Mustang produït

L'equipament bàsic que incloïa el primer Mustang consistia en un motor de sis cilindres en línia i 160 polzades cúbiques (provinent del Falcon, així també com tot el conjunt de xassís-bastidor), transmissió de tres velocitats, rodes completes folrades, coixinet emplenat i alfombrado. Pesava 2572 lliures i el preu de llançament va ser de $2.368 dòlars.
Aquest any entre els plans més optimistes de Ford estaven aconseguir vendre si més no 100.000 Mustang, però només en el primer dia al mercat va haver-hi 22.000 comandes del model, i en el seu primer any, 1964, les vendes van aconseguir la sorprenent xifra de 417.000 automòbils.

El primer Mustang que va sortir de la cadena de producció comercial va ser el Wimbledon White, un convertible amb motor V8 que il·lustra aquest article, que ara, després d'algunes peripècies està en exhibició permanent en el Museu d'Henry Ford, en Dearborn (Míchigan), on resideixen les oficines principals de la corporació Ford Motor Company. En 1965 és presentat el Shelby GT350 amb motor V8 289-cid i 306 cavalls de potència. Les vendes de Mustang passen d'un milió al març d'aquest any. Encara que va anar pràcticament en secret, Ford va realitzar un model únic, per a un ric empresari, en un color taronja usat en alguns camions Mack, d'aquí el seu nom «Mack´s orange», que va ser descobert actualment en decapar la pintura vermella que lluïa en mans del seu últim propietari, un model únic.

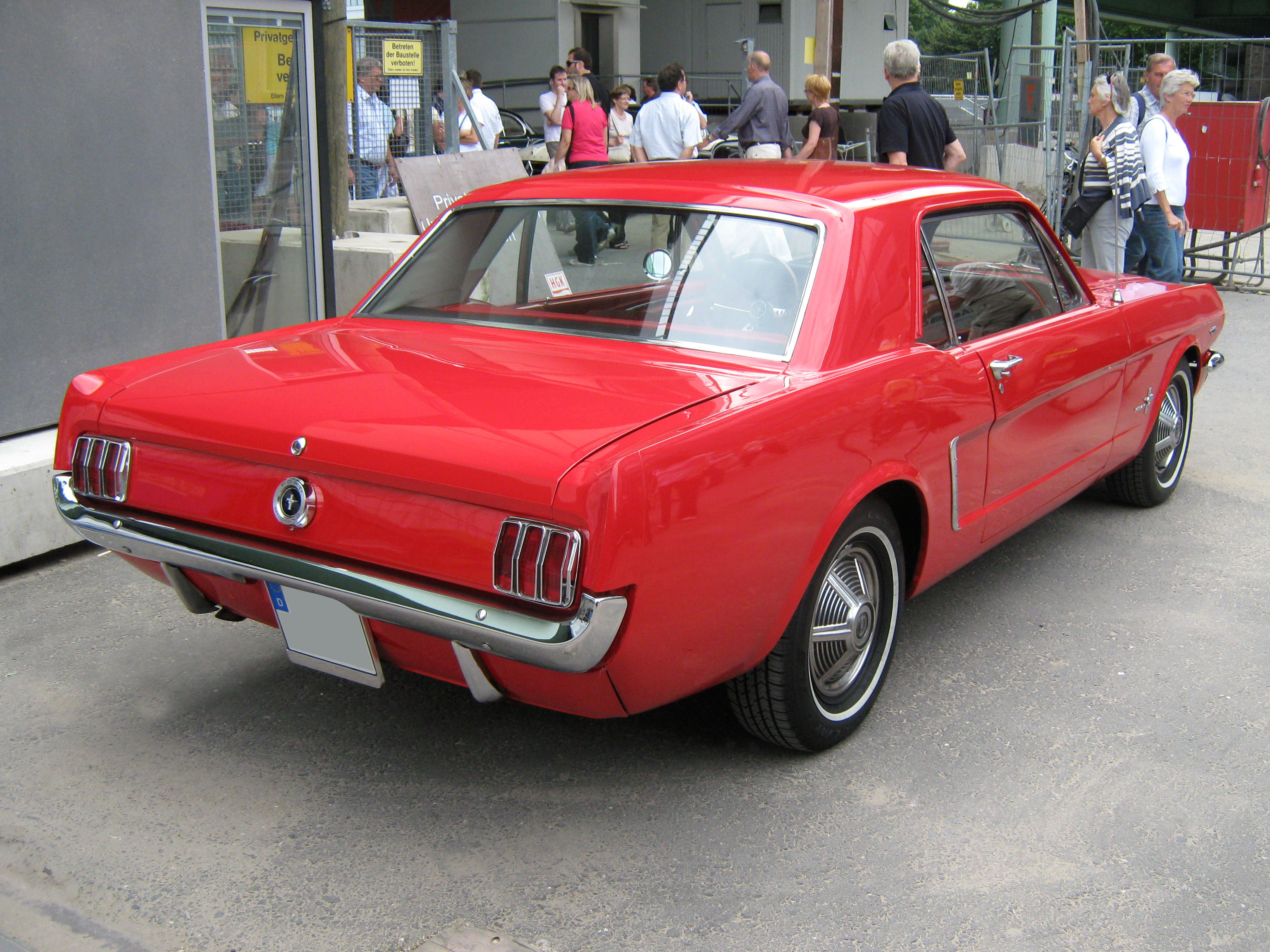
Cupè hardtop
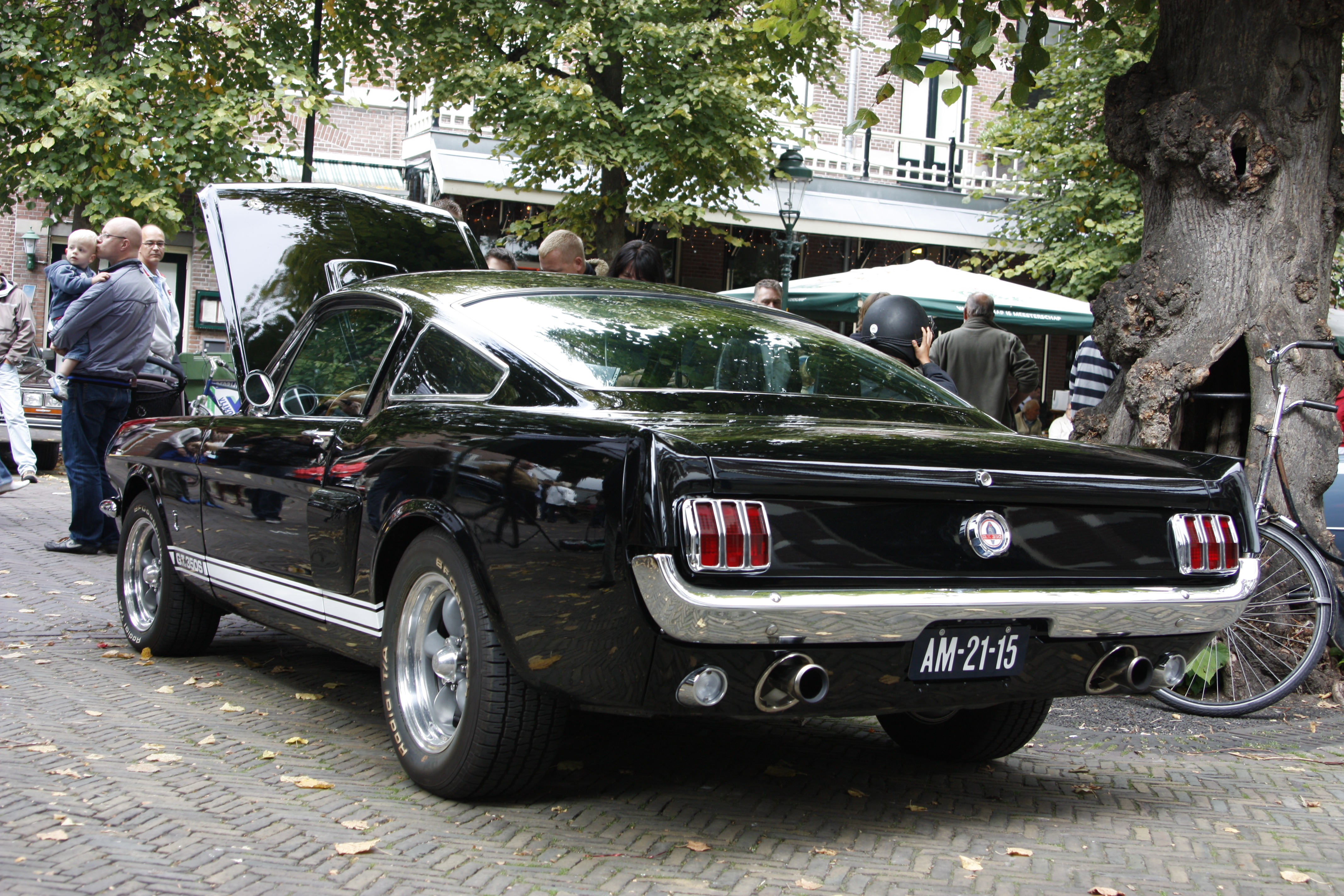
Fastback
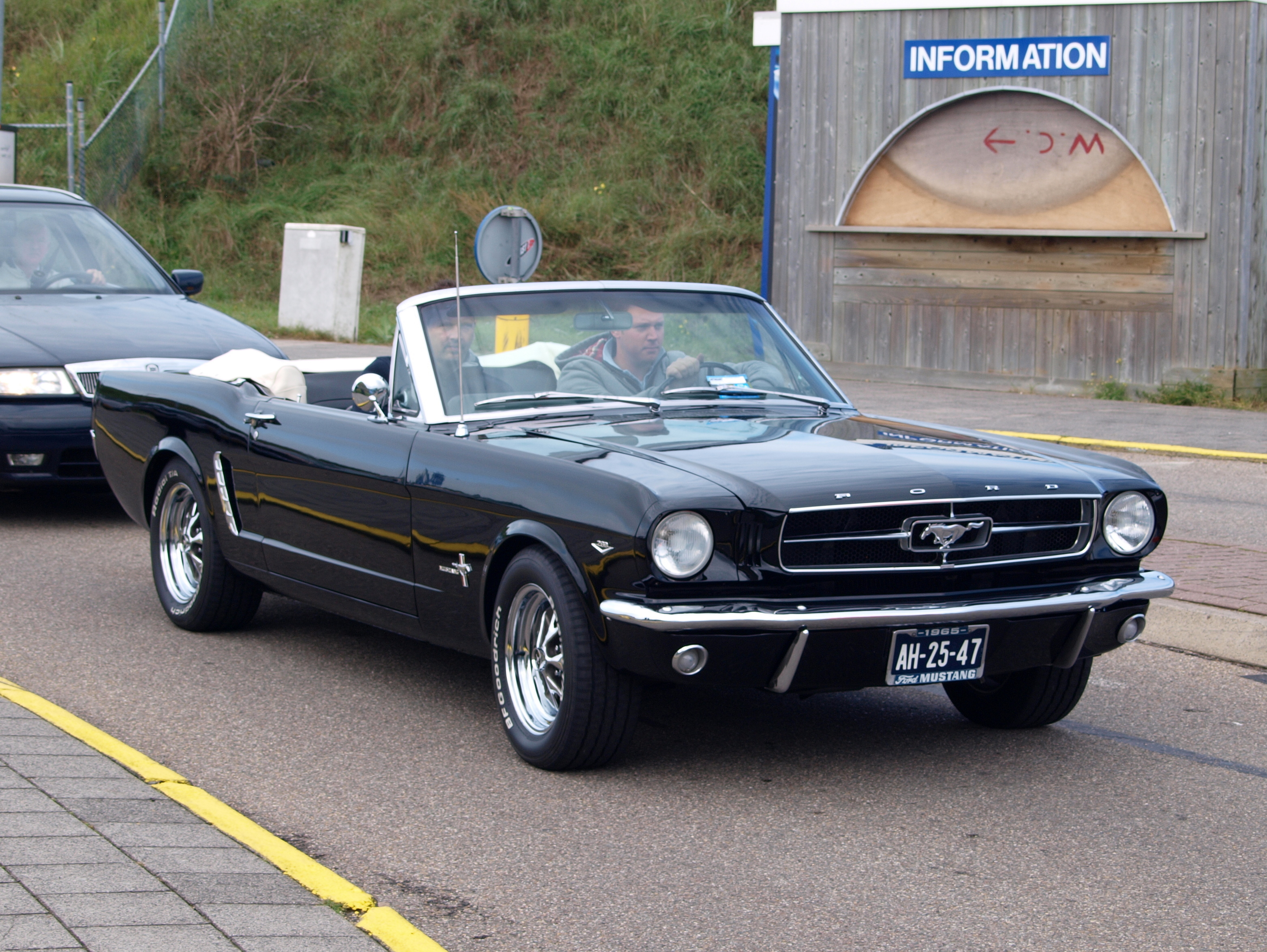
Descapotable

El model de 1967 és considerat per molts com el millor disseny de Mustang d'aquesta època, i tal vegada de totes. En aquest sentit el Mustang 2005 i 2006 que tanta acceptació ha tingut s'ha basat en els paràmetres de disseny del model de 1967. Té una presència més agressiva i se li van agregar elements importants. Aquest mateix any va sortir a la venda el Shelby GT500 impulsat per un gran motor V8 de 355 cavalls de potència.

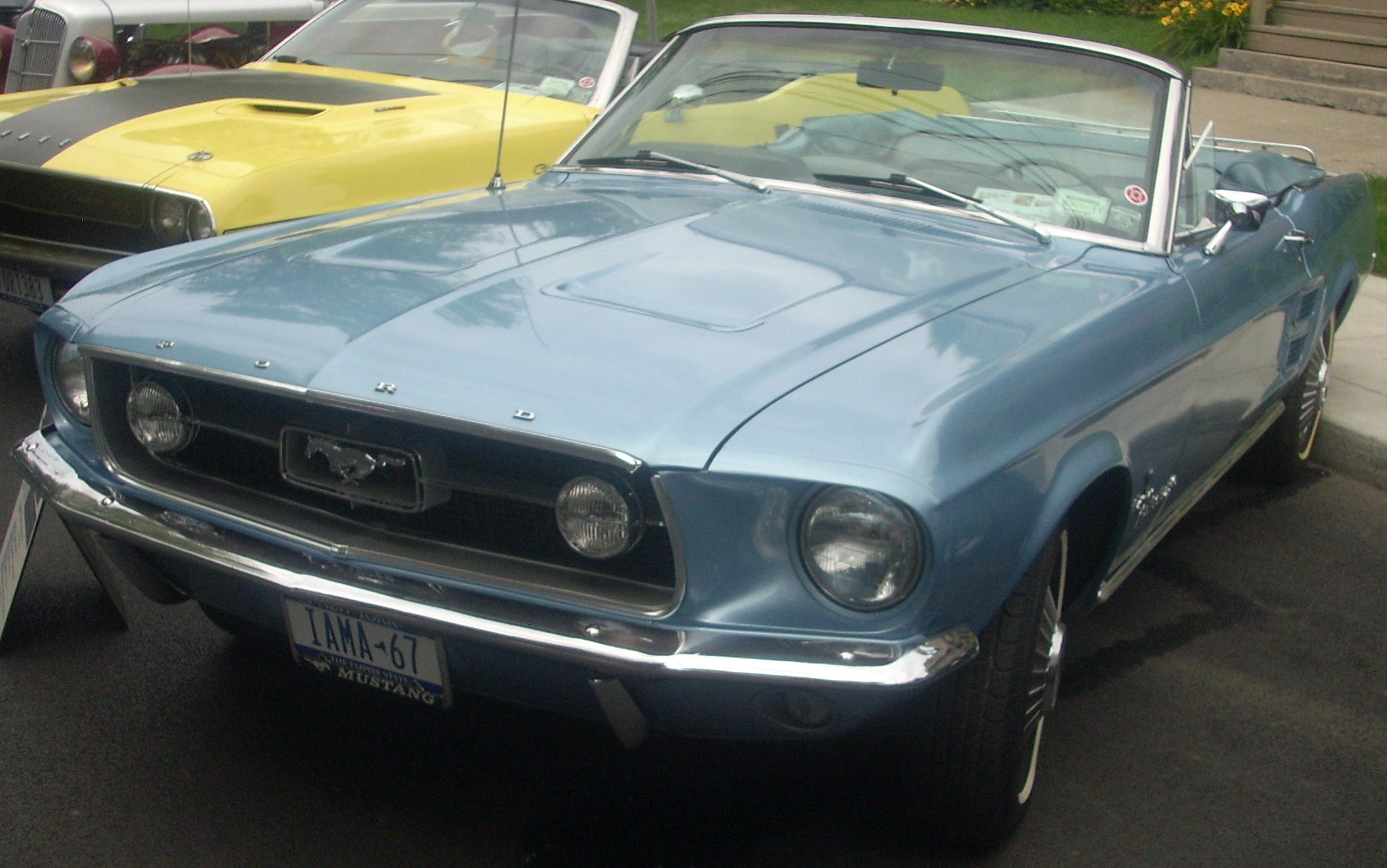
El 1967 és considerat per molts com el millor disseny de Mustang

Exteriorment, el cotxe va créixer, tant d'ample com de llarg. Aquests canvis de grandària buscaven donar-li la possibilitat d'allotjar motors més grans com el 390 de 320 CV. I és que al Mustang li havia sortit un dur competidor: Chevrolet, novament, però aquesta vegada amb el Camaro.
U any després, l'1 d'abril és presentat el motor 428 Cobra Jet com a part d'un paquet d'opcions dirigit als entusiastes de les emocions fortes en les carreteres. El nou model, a més, presenta algunes novetats com radio AM/FM, possibilitat de motor 302 i les lletres FORD, que van desaparèixer de la part davantera del capó.
La filosofia "per a totes les necessitats" cedeix el pas a 11 diferents combinacions i s'afegeixen nous models a la línia de producció de 1969 que inclou, entre d'altres, el Boss 302 de 290 cavalls de potència, mentre que el Boss 429 puja a 375 cavalls de potència, així com el Mach I i el luxós model Gran. També s'ofereix per primera vegada el motor V-8 "Windsor" que produeix 250 cavalls de potència amb carburador de dos tubs, o de 290 cavalls de potència amb carburador de quatre tubs.
En 1970 apareix el Shaker, "contra tots els vents", equipat amb un motor V8 més gran. Aquest any no va suposar massa canvis en el model, excepte detalls externs com les llums frontals (2 en comptes de 4) o guardabarros amb llum reflectiva. A l'apartat del motor sí va haver-hi canvis més notables, ja que es va deixar d'usar el 390 i el 351-2V Cleveland i 351-4V Cleveland van reemplaçar al 351 Windsor dels anys anteriors. El Mach 1, el Boss 302 i el Boss 429 van ser els models disponibles en 1970.
L'any 1971 es va realitzar l'última gran modificació de la primera generació del Ford Mustang. Va créixer més de 5 centímetres de longitud i gairebé 6 d'ample respecte al model de 1970. Es posa fi als motors de 200 polzades així com el 428, el Boss 302, i el Boss 429. Quedant així els motors Boss 351, 429 i el Ram Air 429.
El Boss 351 era un motor que desenvolupava 330 cavalls mentre que els 429 arribaven a 370. El Mach 1 es va continuar oferint durant aquest any amb qualsevol dels motors V8, una graella especial en forma de rusc, paragolpes d'un color especial eren característiques ofertes únicament amb el Mach 1, així com etiquetes "Mach 1" en els guardabarros. En 1971 el Boss 351 va reemplaçar al Boss 302 i al Boss 429. El Boss 351 posseïa un capó amb assegurances de gir i línies especials en el cos de l'automòbil a més d'una suspensió de competició, frens de disc frontals i doble fuita.

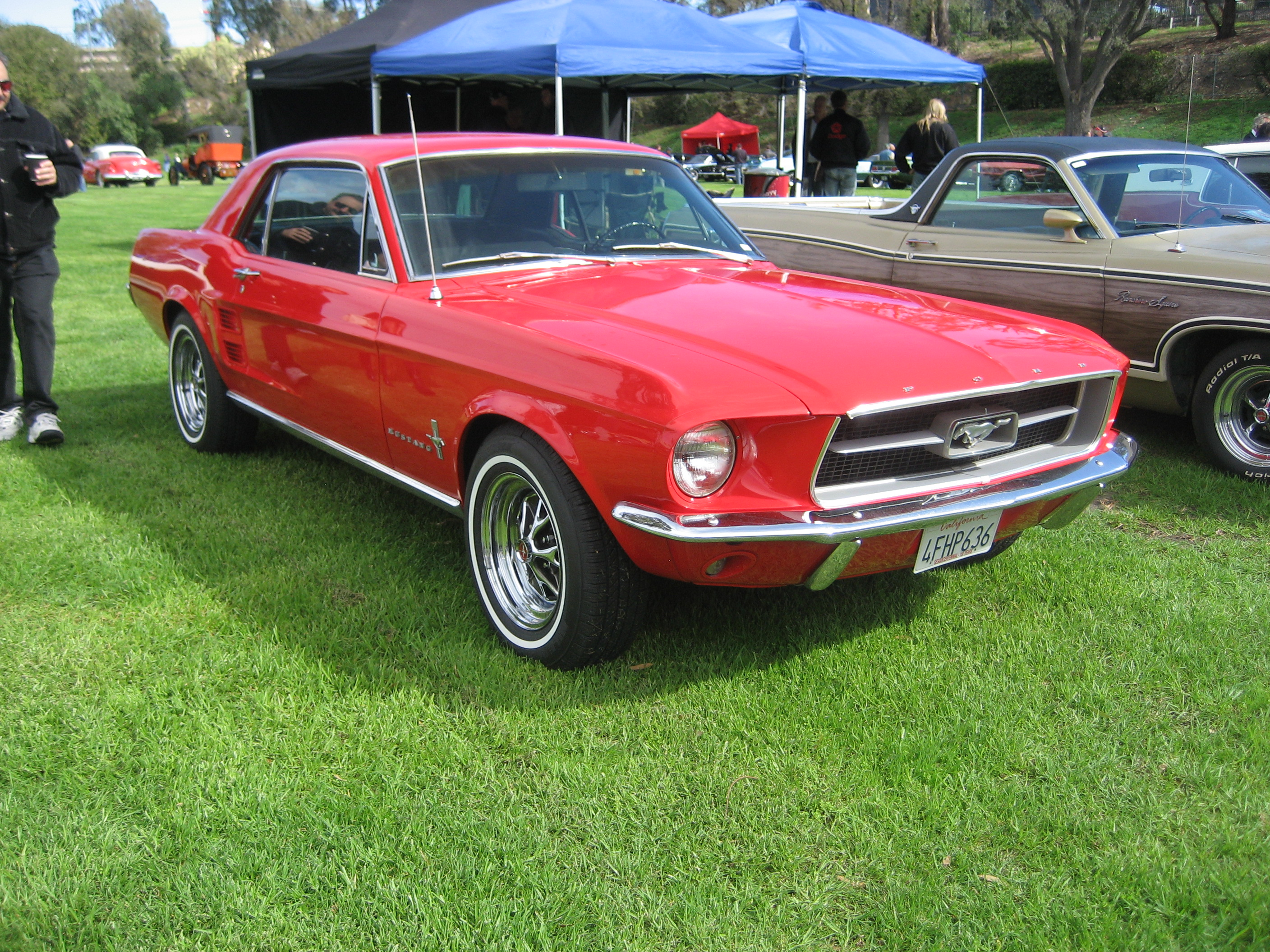
Mustang Cupè (1967-1968)
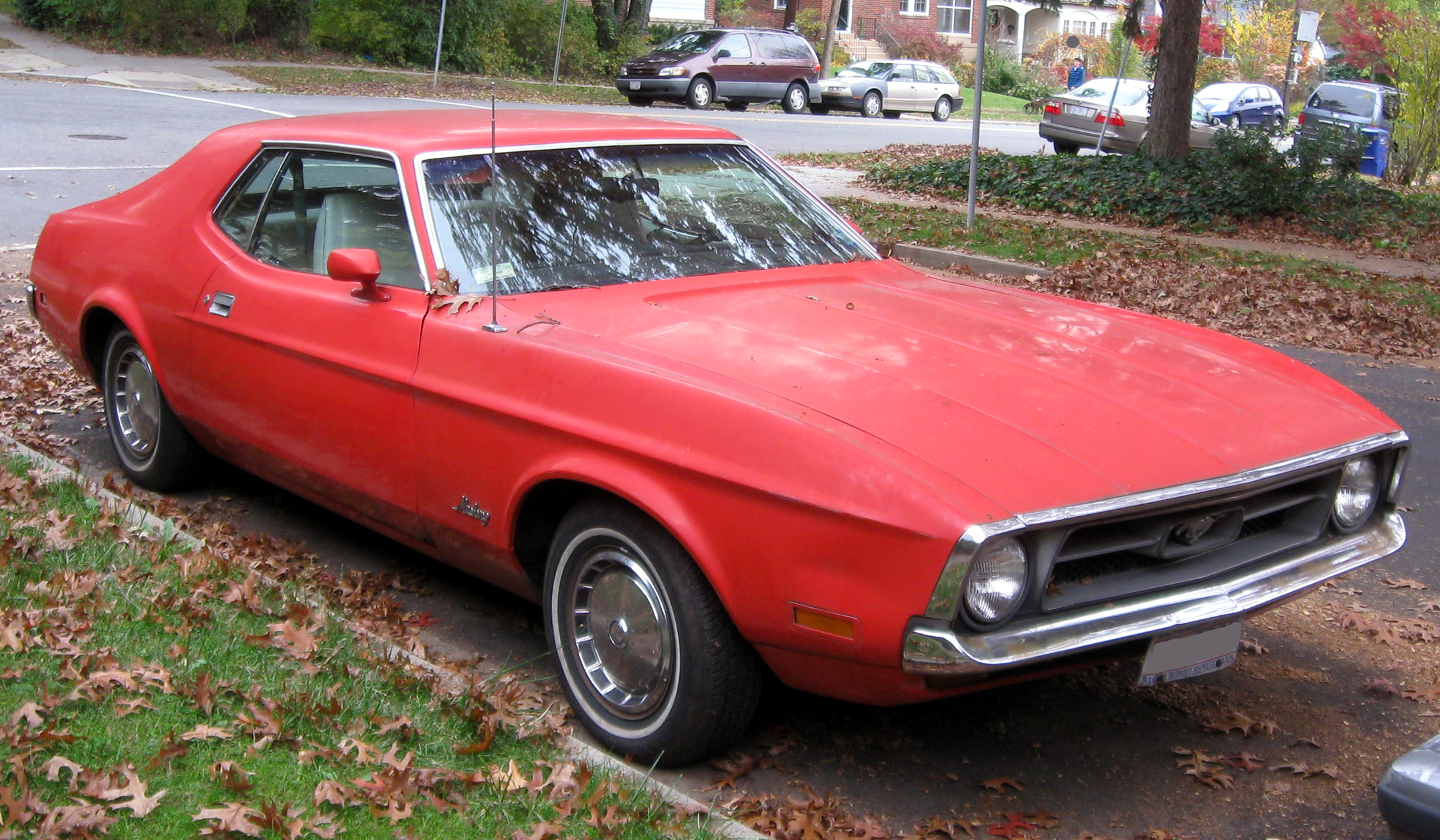
Mustang Cupè (1971-1973)

### Motoritzacions

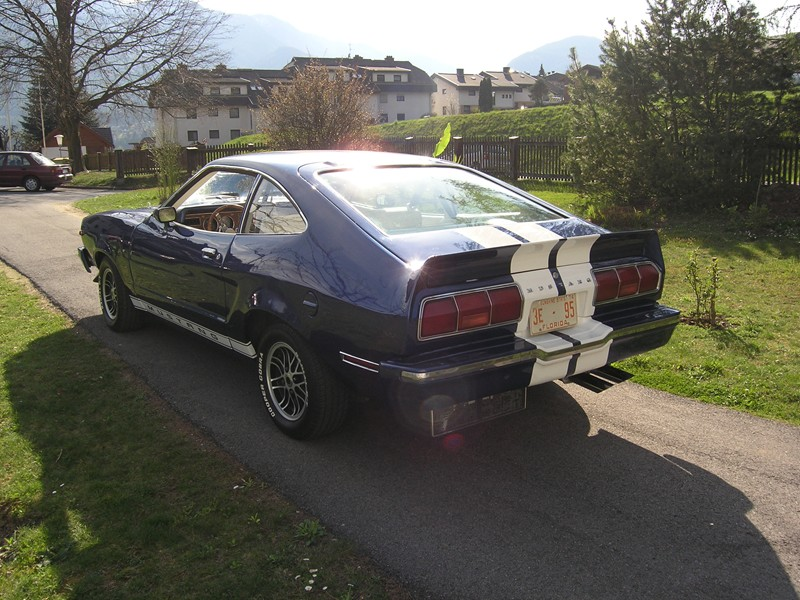
Ford Mustang Cupè fastback 2 portes.

| - 2.8 L (170 plgs³) Thriftpower L6 - 3.3 L (200 plgs³) Thriftpower L6 - 4.3 L (260 plgs³) Windsor V8 | - 4.7 L (289 plgs³) Windsor V8 - 4.7 L (289 plgs³) Windsor Singlot V8 |

| - 3.3 L (200 plgs³) Thriftpower L6 - 4.3 L (260 plgs³) Windsor V8 - 4.7 L (289 plgs³) Windsor V8 - 4.7 L (289 plgs³) Windsor Singlot V8 | - 5.1 L (302 plgs³) Windsor V8 - 6.4 L (390 plgs³) FE V8 - 7.0 L (427 plgs³) FE Singloto V8 - 6.4 L (390 plgs³) Cobra Jet & Super Cobra Jet V8 |

## Segona generació (1974-1978)
El Ford Mustang va canviar i es va convertir en el Mustang II un acte basat en el Ford Pinto, un model més petit i menys consumidor amb motor de 4, 6 i 8 cilindres. El sacrifici fet en la reducció en la grandària del motor així com de l'automòbil en si es va compensar amb interiors més luxosos. En 1976 apareix el Cobra II, amb el propòsit de recordar la fama dels Mustangs Shelby. Un any després, Ford, en un intent d'atreure als fanàtics del convertible, ofereix un nou paquet de cotxes esportius de quatre velocitats i transmissió manual. El nou model King Cobra és el primer Mustang a usar la insígnia "5.0" l'any 1978.
Durant la dècada dels seixanta, els fabricants sempre van estar a la caça de solucions per aconseguir el mínim consum de combustible i és així com es va començar a treballar amb materials com a plàstic, alumini i defenses de uretano.
Els interiors, models i acabats estètics van variar de país a país. El MII va ser un dels Mustangs més venuts en la història i gràcies a ell la dinastia segueix fins avui. El Ford Mustang Milano Concept de 1970 va avançar el frontal allargat i la saga que adoptaria el Mustang de producció en 1971.

### Motoritzacions
| - 2.3 L (140 plgs³) L4 - 2.8 L (171 plgs³) Cologne V6 - 4.9 L (302 plgs³) Windsor V8 |

## Tercera generació (1979-1993)
Durant aquesta tercera etapa, la gent de Ford va decidir posar-se a la feina per redissenyar i reinventar el vehicle per a la tercera generació. Encara que es van perdre molts dels elements originals, el resultat va ser un cotxe molt més modern, que va romandre sense canvis dràstics gairebé 15 anys. Transmision seqüencial automatica 3 velocitats velocitat max/180 km/h 2 canvis entre 120 km/h o 140 km/h tercera velocitat 140 km/h amb revolucions en nivell per entrar tercer canvi i s'obtingui mes traccion.
El seu exterior va ser alguna cosa totalment nou. El Mustang va ser una de les primeres actuacions a eliminar les defenses externes i integrar-les a la carrosseria, tant en la part davantera com en la part posterior. A més va obtenir canvis importants en la suspensió, amb una suspensió més llarga en la part davantera del tipus McPherson i substituint els molls per ressorts en la part posterior.
Ford va utilitzar la plataforma "Fox", presa del Fairmont, un sedán equivalent al Falcon però desenvolupat cap a finals dels 70. En dimensions era més llarg que el Mustang II, però així i tot era més lleuger. No obstant això, encara no era el que havia estat en termes de potència, ja que en la segona etapa, el cotxe va perdre potència en detriment d'un consum més acceptable. Ford ho oferia amb motors de quatre, sis i vuit cilindres. Els més potents eren els de vuit cilindres i el quatre turbo. Tots dos generaven 140 cavalls de potència. Es van construir 11.000 exemplars de la versió pastura car Indi 500.
Els afeccionats del Mustang i dels descapotables van haver d'esperar fins a 1983 per tornar a veure un model descapotable. Aquests Mustangs havien desaparegut amb la primera generació, i els va prendre deu anys i dues generacions tornar a estar a les sales d'exhibició. Un any més tard va aparèixer un dels Mustang més valorats d'aquesta generació, el SVO. El seu frontal era diferent als de qualsevol altre Mustang i també ho era el seu tren motriu. Ford va utilitzar un motor de quatre cilindres i 2.3 litres de desplaçament turboalimentado. Generava 175 cavalls i 210 lb-peu de parell.
En 1986 va aparèixer el primer Mustang V8 amb injecció electrònica. Ford va decidir substituir el carburador per un sistema d'injecció més avançat. El sistema d'injecció va romandre pràcticament sense canvis durant deu anys. Els col·leccionistes de Mustang es van mostrar al principi contraris a aquesta nova tecnologia, però després de provar les millores d'una injecció controlada i als 225 cavalls de potència en els nous motors ràpidament la van acceptar. Un any després, en 1987, el Mustang és profundament redissenyat, amb nova carrosseria més etèria. El V8 de 5.0 litres ara produeix 225 cavalls de força. Per aconseguir això, incorpora canvis substancials en el motor com el roller-cam i caps que permetien un millor flux de l'admissió i la fuita.
El 25 Aniversari del Mustang era una de les dates marcades en vermell pels afeccionats al cotxe del cavall salvatge. Pel 25 Aniversari de Mustang tots els vehicles produïts entre el 17 d'abril de 1989 i el 17 d'abril de 1990 porten inscripto el motiu "25 anys".
1993 va ser l'últim any d'aquesta generació i any del més ràpid Mustang fins al moment, el Mustang Cobra, desenvolupat pel recentment format Equip de Vehicles Especials (SVT). En aquesta generació, apareix el Ford Mustang McLaren M89, producte de l'aliança entre Ford i McLaren. Un Mustang molt difícil d'aconseguir i molt poc conegut, ja que es van fabricar 249 unitats.
També es va produir una altra versió, no tan coneguda, el Ford Mustang RSX Ral·li Ghia en 1989. Va ser -o almenys aquest anava a ser la seva destinació- ser el Mustang de ral·li.

### Motoritzacions
| - 2.3 L (140 plgs³) 86 cv L4 - 2.3 L (140 plgs³) Turbocompressor L4 - 3.3 L (201 plgs³) L6 - 2.8 L (171 plgs³) Cologne V6 | - 3.8 L (232 plgs³) Essex V6 - 4.2 L (256 plgs³) V8 - 4.9 L (302 plgs³) Windsor V8 |

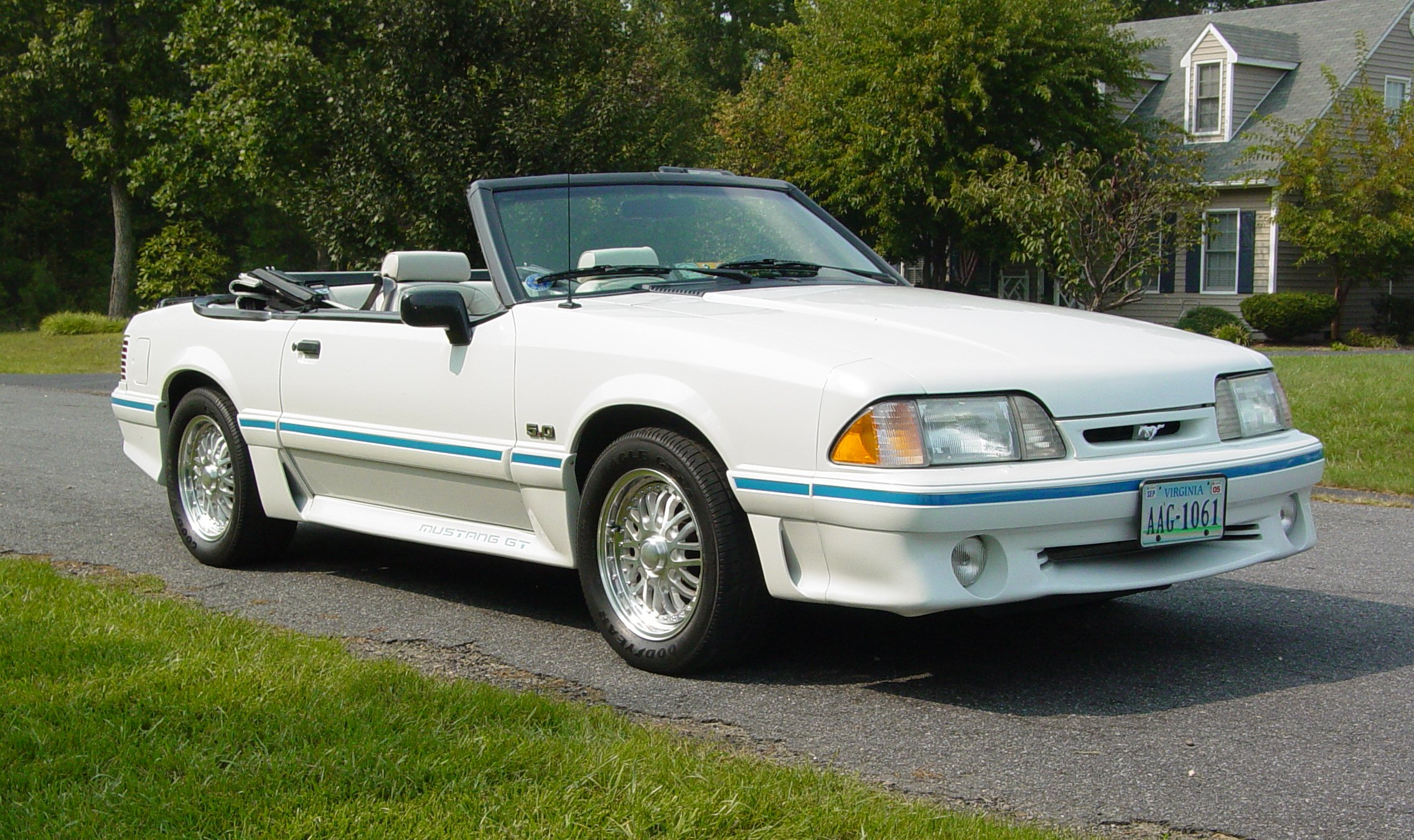
Ford Mustang GT Convertible.

## Quarta generació (1994-2004)
La quarta generació del Mustang és, quant a motor, la mateixa que la tercera. Ford segueix basant-se en la plataforma Fox per als seus nous vehicles, però és en l'exterior on s'observa l'evolució i les diferències amb els seus antecessors, la qual cosa li val per distingir entre una tercera i quarta generació.
El vehicle de 1994 va marcar un canvi important amb la tercera generació. La seva aparença es va tornar més aerodinàmica i més agressiva en les seves línies. Es va seguir utilitzant el motor de 5 litres (ho), però ara amb 215 cavalls en lloc de 225. Les versions amb porta posterior van desaparèixer i només es va oferir com coupé i descapotable. El motor de 5 litres només va durar dos anys en la nova generació. Realment, es tractava del mateix motor 260 que va aparèixer en el primer Mustang de fa 30 anys. El 5.0 va cedir el seu lloc al molt més modern motor modular de 4.6 litres i arbre de lleves al capdavant.
El motor 4.6 de 1996 va aparèixer amb la mateixa potència que el 5 litres de 1995, però va créixer a partir d'aquí. En 1998 la potència ja havia tornat a 225 i en les últimes versions de 260 cavalls. A més, en 1996 va aparèixer novament el Mustang Cobra, amb el motor de 4.6 litres però amb caps amb arbre de lleves doble. Generava al voltant de 305 cavalls de potència. A més, un any més tard entra una nova norma vigent per a tots els models: el Sistema de Antirrobo de Ford (PATS).
En 1999 Ford realitza una renovada imatge pel Mustang. Les tendències de disseny de la companyia eren cridades New Edge i les línies corbes es van transformar en línies angulades. El Mustang es va tornar més carregat en el seu disseny exterior. A l'interior els canvis es van limitar a tonalitats i en ubicació d'interruptors.
El Cobra de 1999 a part dels seus canvis en disseny exterior, es va beneficiar d'una notable millorança en la seva suspensió. El Cobra d'aquest any va ser el primer amb suspensió independent en les rodes posteriors en el mustang cobra R, el primer Mustang sense l'eix rígid enrere. El nou disseny ve amb la insígnia del 35 Aniversari.
L'equip SVT va seguir la seva intervenció en el Mustang, i per al model 2003 ja havia desenvolupat un motor supercargado per Eaton que aconseguia desenvolupar 390 cavalls del 4.6 litres. A més, va aconseguir desfer-se d'un dels seus més encarnecidos rivals, el Camaro, que va ser abandonada la seva producció per Chevrolet en 2002.
El Mustang de 2004 serà l'últim model d'aquesta generació. Amb ell acaba també una tradició important. Fins a aquesta generació, tots els Mustang venuts als Estats Units havien estat produïts en la planta de Dearborn (Míchigan) i aquesta és l'última generació que es produeix aquí. La cinquena generació es produirà en la planta AutoAlliance en Flat Rock, Míchigan.

### Motoritzacions
| - 3.8 L (232 plgs³) 192hp Essex V6 - 3.9 L (239 plgs³) 193hp Essex V6 cc - 4.6 L (281 plgs³) 264hp 2v SOHC GT Modular V8 - 4.6 L (281 plgs³) 305hp 4v DOHC Cobra Modular V8 | - 4.6 L (281 plgs³) 415hp 4v DOHC SC Cobra Modular V8 - 5.0 L (302 plgs³) 298hp GT Windsor, Cobra 94,95 V8 - 5.4 L (330 plgs³) 360hp Cobra R Windsor V8 modular - 5.8 L (351 plgs³) 455hp Cobra R Windsor V8 pushrod |

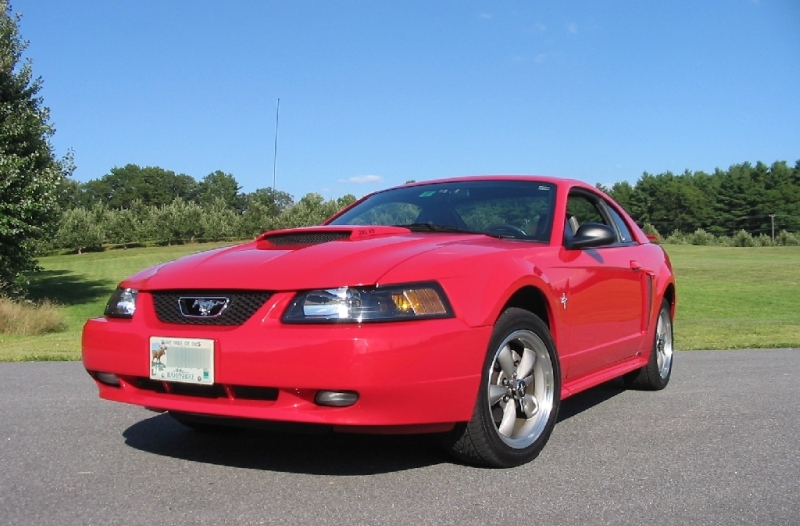
Ford Mustang GT de 2002
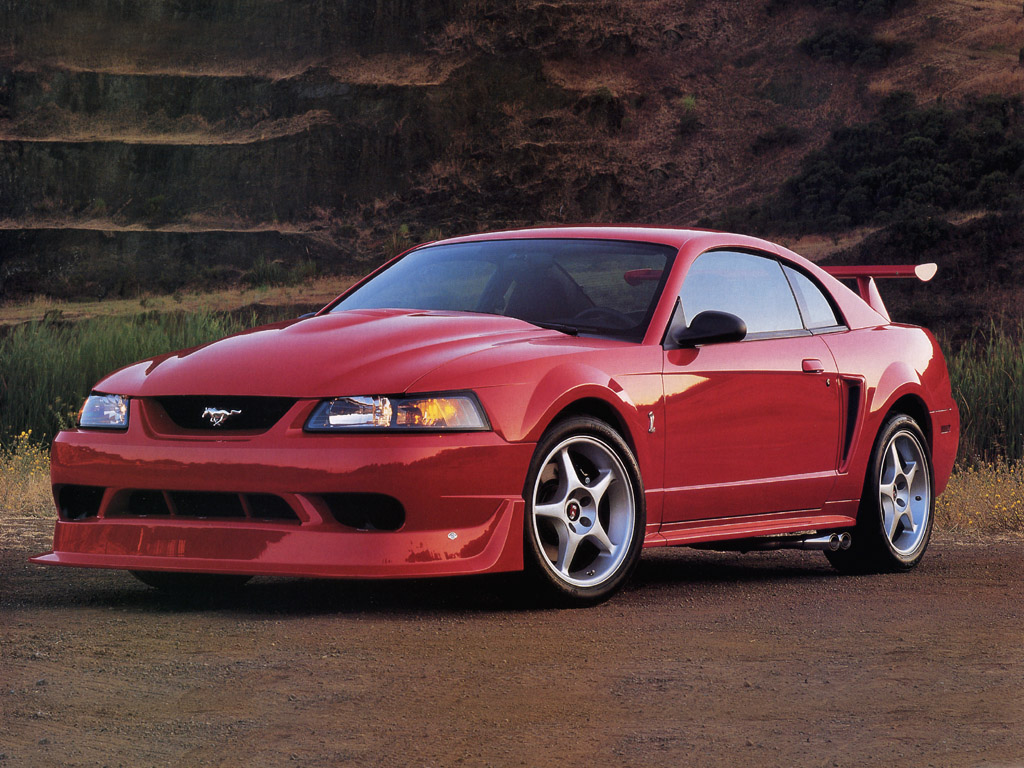
Ford Mustang cobra IV
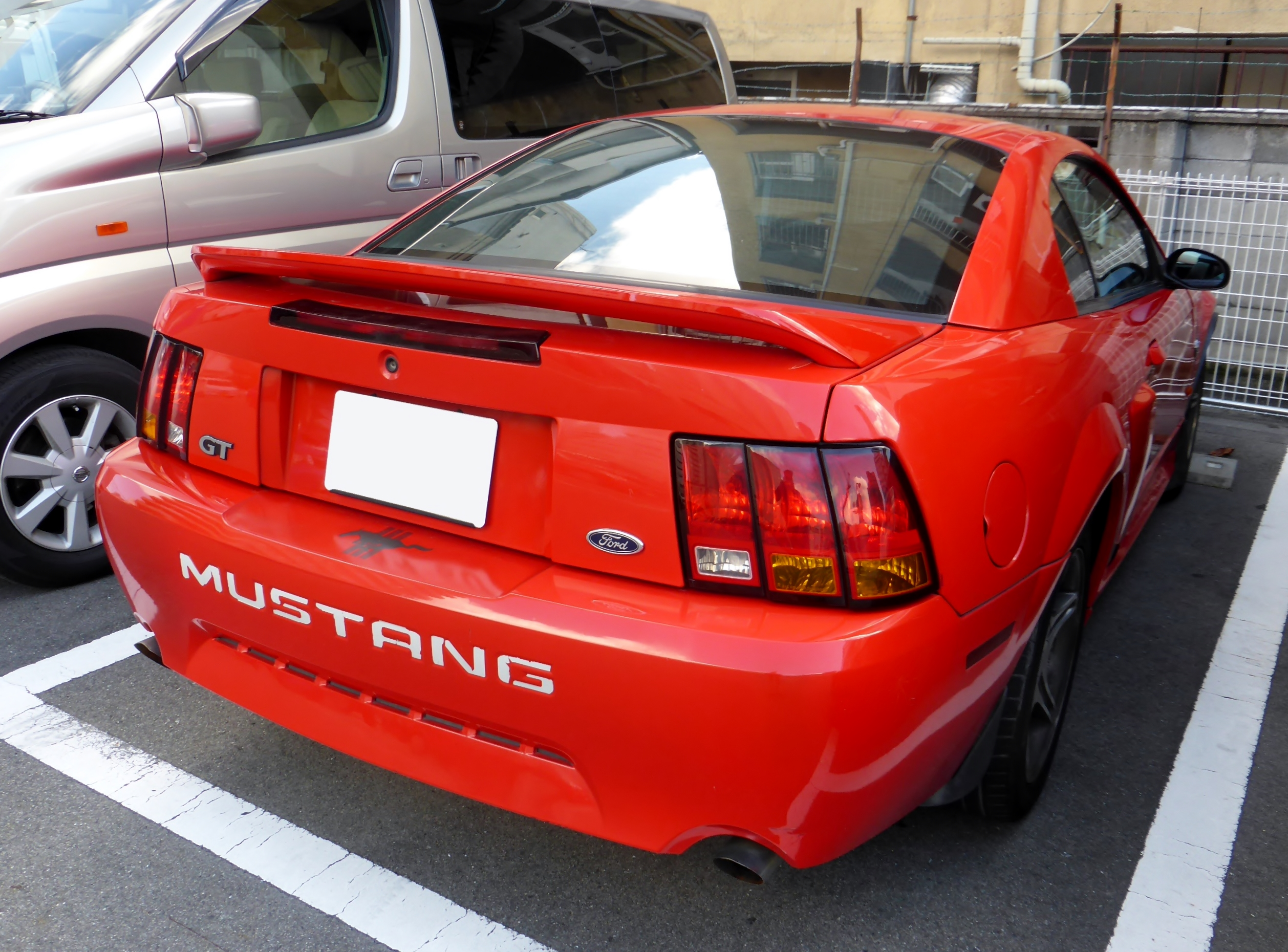
Ford Mustang IV vista posterior

## Cinquena generació (2005-2014)
La cinquena generació és novament un canvi dràstic en el Mustang. A diferència de les altres generacions, Ford utilitza les fortaleses de la primera generació en el seu disseny i crea un acte autènticament retro. No és el primer retro que Ford treu a producció, ja que el Thunderbird i el Ford GT també van estar com a models de producció i basats en models dels anys 50 i 60.
Mecànicament el Mustang s'ofereix amb un motor V6 de 4 litres de capacitat i 202 cavalls de potència per a la versió bàsica i la versió V8 de 4.6 litres de capacitat amb 300 cavalls de potència; amb aquest motor el Mustang és capaç d'accelerar de 0 a 100 km/h en al voltant de 5,2 segons amb transmissió manual. A mitjan 2006 va aparèixer la versió Shelby amb un motor V8 supercompresor i amb 5,4 litres, 32 vàlvules i una potència de 500 CV acoblat a una transmissió manual de 6 velocitats. Amb aquest motor el Shelby GT500 és ara capaç d'accelerar de 0 a 100 km/h en 4,5 segons i aconseguir una velocitat màxima limitada de 250 km/h (155 mph).
La producció del Shelby GT500 és molt limitada, als Estats Units es produeixen 10.000 exemplars a l'any. A Mèxic, el GT500 va sortir a la venda a principis de 2008 amb una quantitat limitada de 100. El Shelby GT500 presenta una cobra en la part frontal i posterior en lloc del «Cavall salvatge», la qual cosa ho distingeix d'altres Mustangs.
El Ford Mustang va aparèixer amb una aparença millorada amb menor resistència al vent i amb dos nous motors: un V6 de 305 CV i un V8 5.0 de 412 CV (anomenat pels enginyers «Coyote»), tots dos amb transmissió de 6 velocitats. Amb una revolució tecnològica fent-ho gairebé una computadora amb rodes, i sistemes de seguretat d'última generació. Amb aspectes que es mantenen des de la primera generació com les seves calaveres, a més d'un nou i redissenyat logotip més conservador. El seu nou interior combina colors conservadors amb el seu disseny agressiu, a més de comptar amb nous aditamentos per personalitzar els interiors. Aquest acte també compta amb línies des del front que ho fan semblar veloç encara detingut. Aquest pony car és una de les més avançades peces de tecnologia i seguretat que puguin caminar en 4 rodes.

En aquesta cinquena generació van tornar grans llegendes de la Ford Motor Company, com són el Mustang Boss 2011 i el Mustang Shelby GT 500, entre altres versions especials. En 2013 Ford va produir només una unitat del Ford Mustang Xarxa Tails Edition que es va subhastar en més de 300 mil euros.

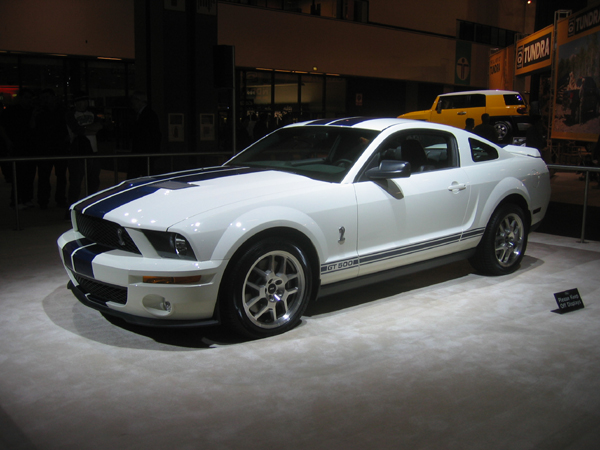
Shelby Mustang GT500 2009, en una exposició de Los Angeles en 2008
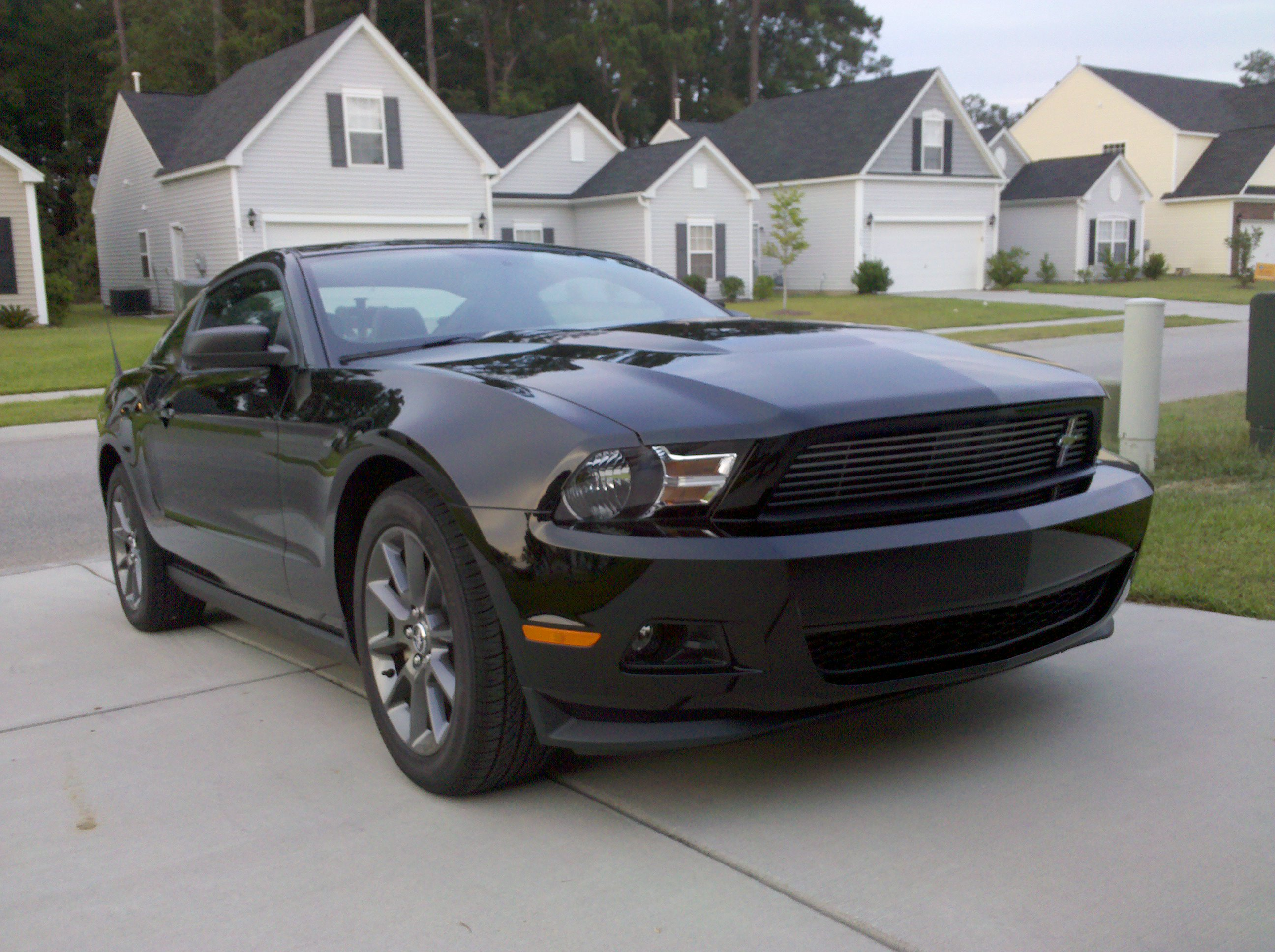
Ford Mustang V6 Coupé (2011) amb equipament d'alt rendiment
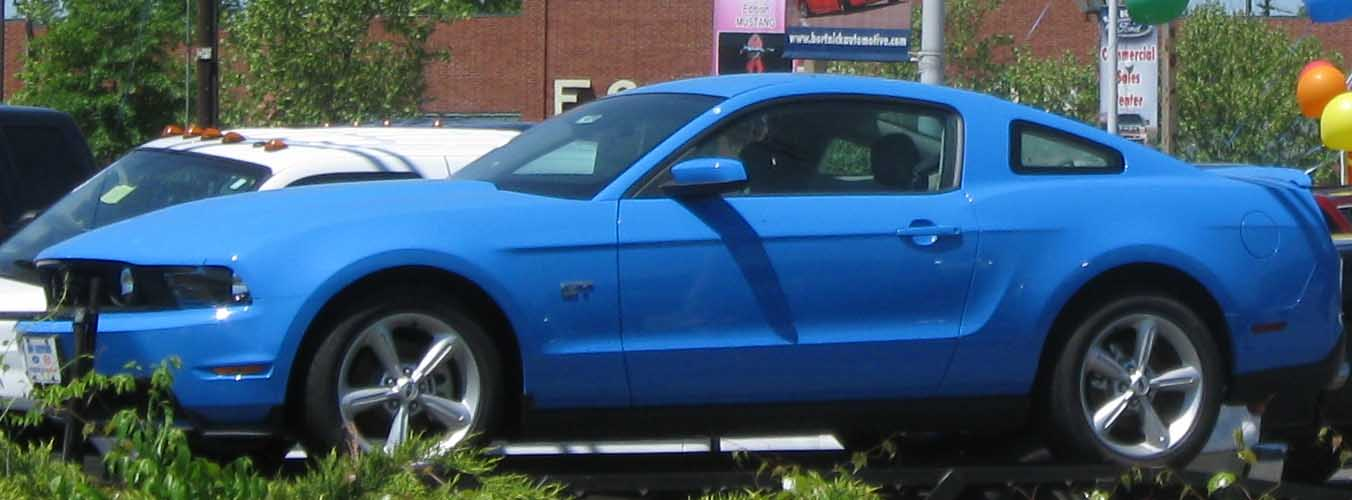
Ford Mustang GT de 2010
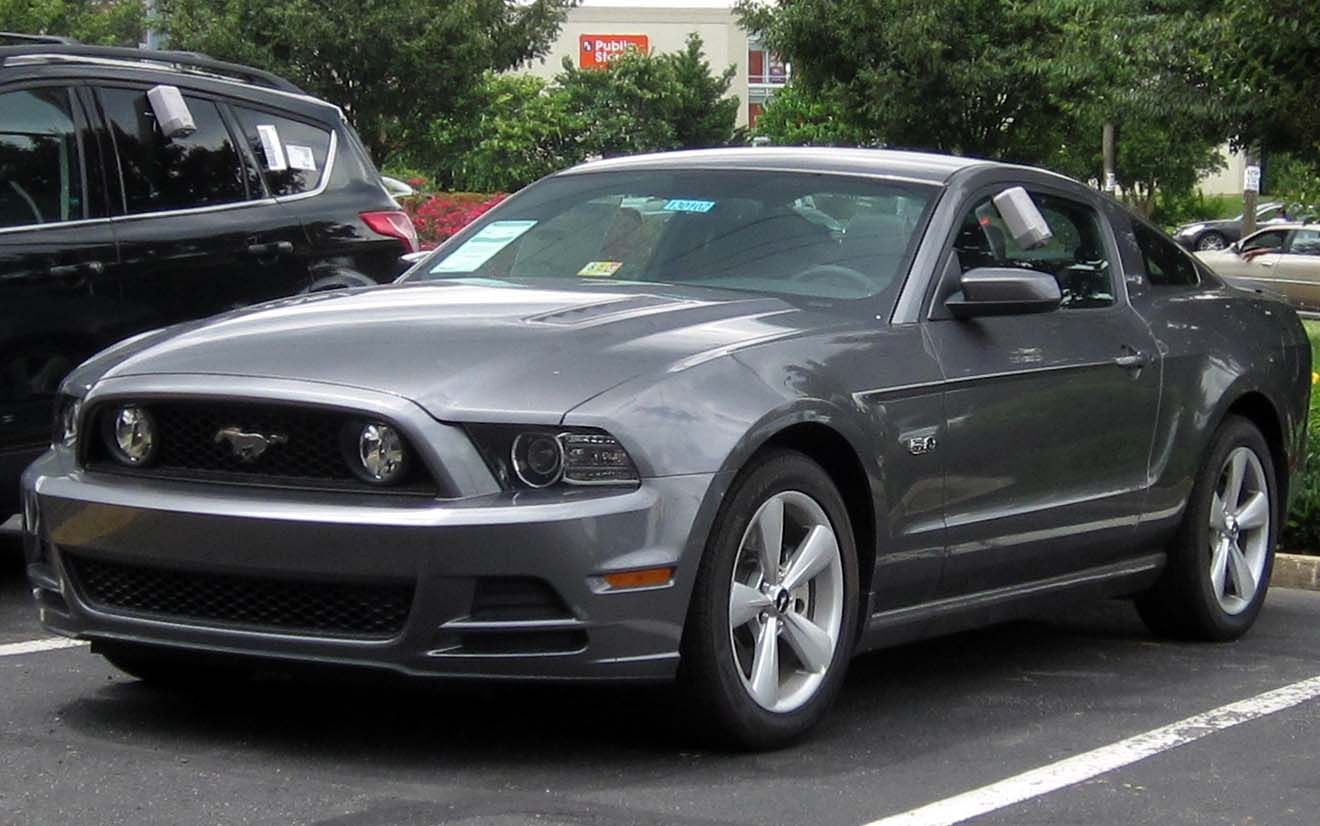
2013 Ford Mustang GT 5.0 cupè
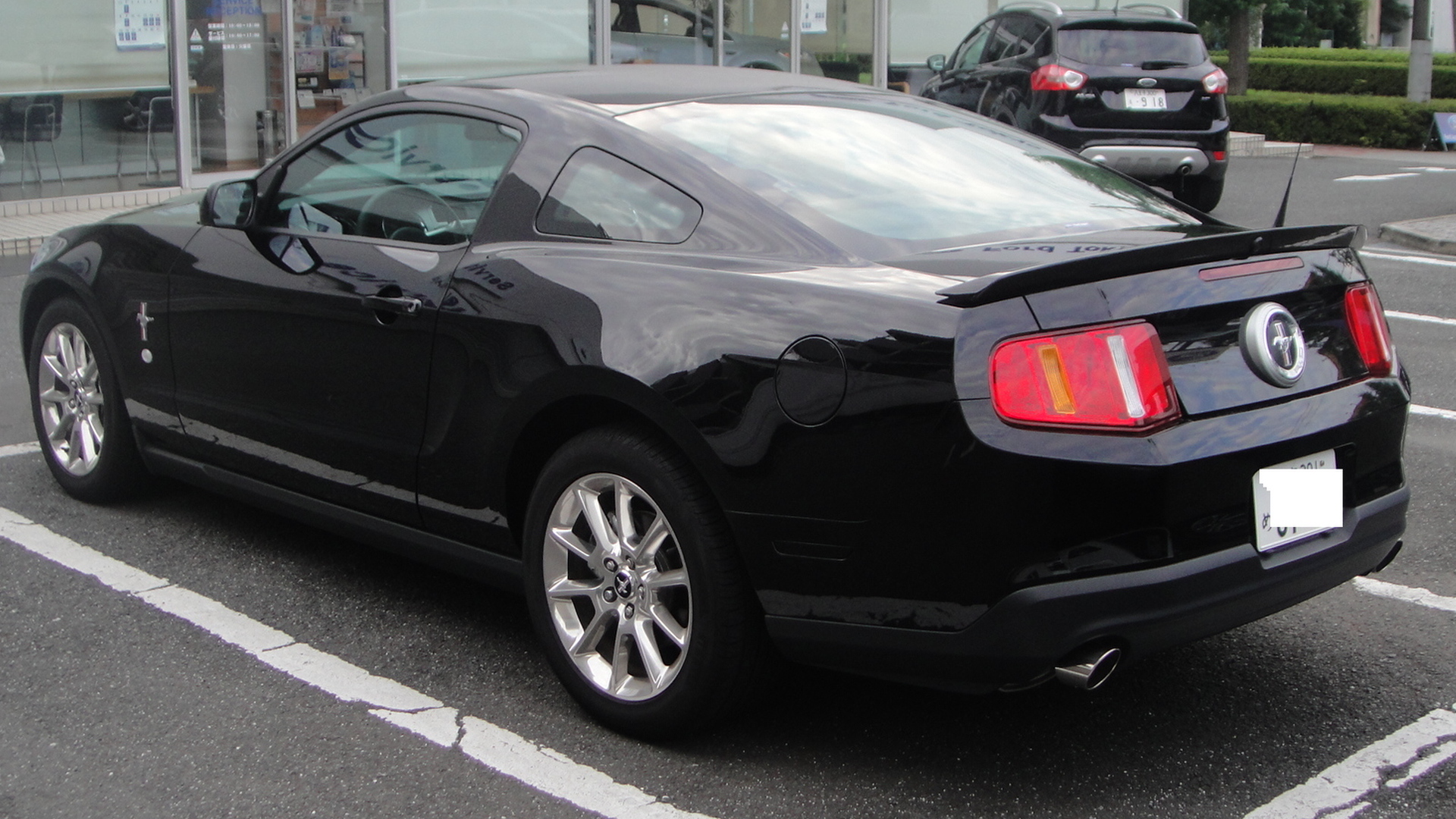
Ford Mustang vista posterior

### Motoritzacions
2005–2009
| - 4.0 LM (245 plgs³) Cologne V6 - 4.6 LM (281 plgs³) Modular V8 - 5.4 LM (330 plgs³) Modular Sobrealimentador V8 |

| - 3.7 L (200 plgs³) Thriftpower V6 - 4.0 L (245 plgs³) Cologne V6 (solament 2010) - 4.6 L (281 plgs³) Modular V8 (solament 2010) - 5.8 L (351 plgs³) Modular Sobrealimentador V8 - 5.0 L (305 plgs³) Coyote V8 |

### Ford Mustang Giugiaro Concept

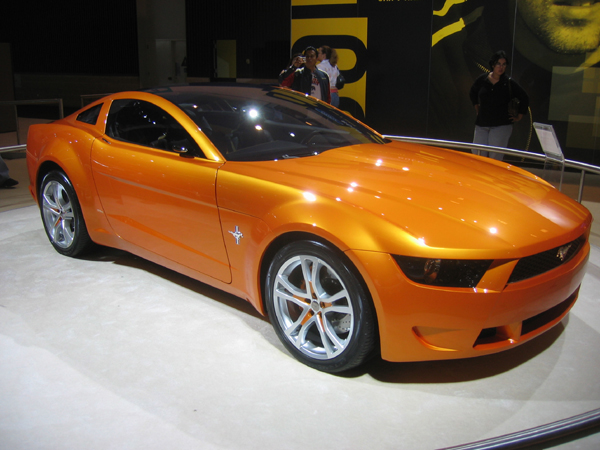
Ford Mustang Giugiaro Concept

El Ford Mustang Giugiaro Concept és un automòbil Concept, en la producció de la cinquena generació del Ford Mustang que va debutar en el 2006 al Saló Internacional de l'automòbil de Los Angeles. Va ser dissenyat per Italdesign Giugiaro sota Fabrizio Giugiaro, el fill de Giorgetto Giugiaro.

## Sisena generació (2015-present)
El nou Mustang és més ample (40 mm), més baix (38 mm) i més dinàmic en l'estètic que el seu antecessor, el disseny a una reminiscències del Mustang original amb el llenguatge Kinetic Design de Ford. En aquesta generació, a diferència de les anteriors, no es va crear el model orientat únicament al mercat nord-americà, sinó amb una concepció més global. Bona prova d'això és que seria el primer Mustang a comercialitzar-se a gran escala al mercat europeu.

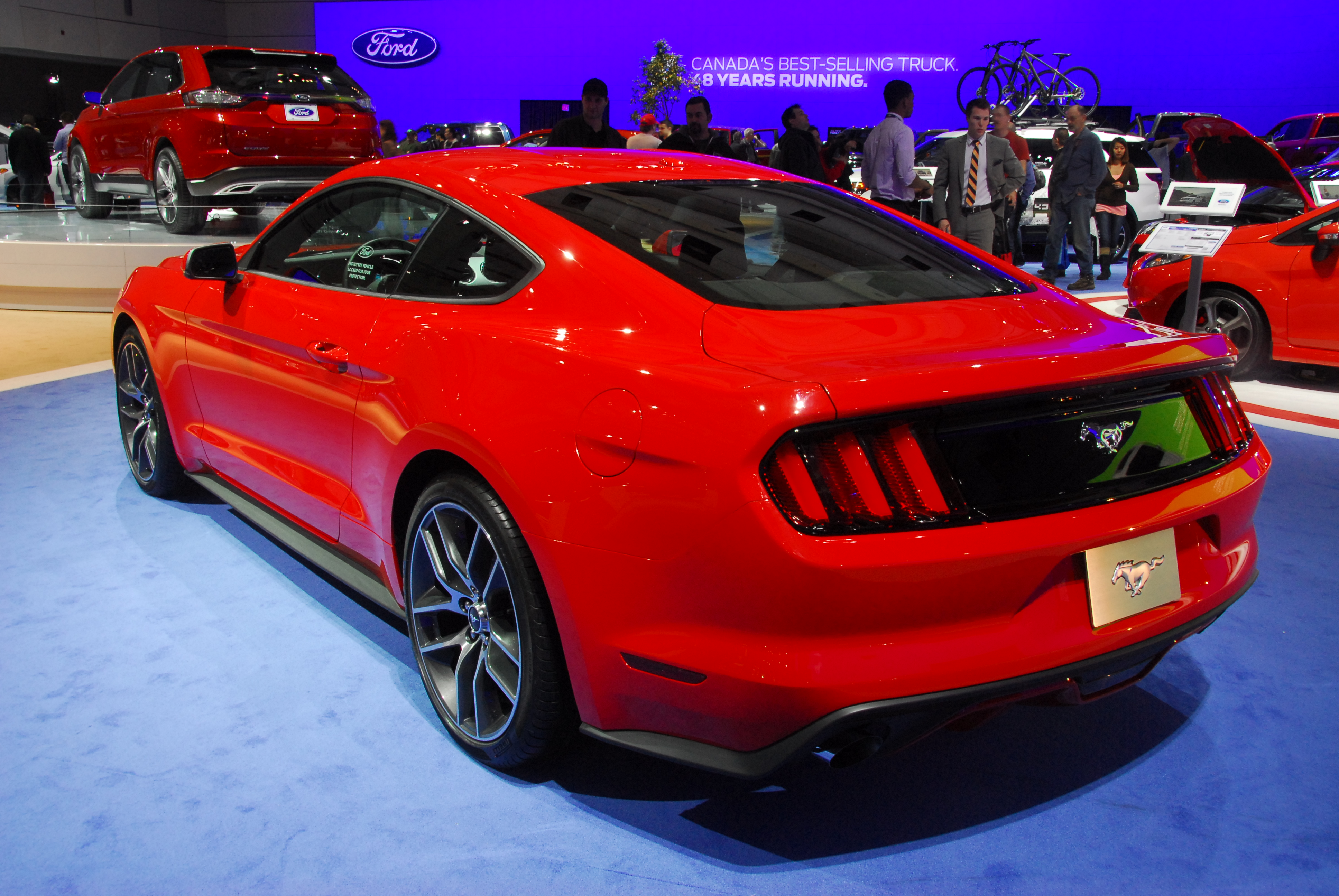
Ford Mustang vista posterior

El nou Mustang disposa de diverses motoritzacions, la principal novetat és un 4 cilindres EcoBoost de 2300 cc que lliura al voltant de 309 CV i 407 Nm de parell, als Estats Units es mantenen els coneguts V6 i V8 Coiot, encara que amb millores prestacionales. Com a equipament bàsic trobem una caixa del canvi manual Getrag de sis relacions que transmet la potència a les rodes posteriors, entre les quals, opcionalment, es pot comptar amb un diferencial autoblocante. També es disposa com a opció d'una caixa automàtica de convertidor de parell de sis relacions amb lleves després del volant.
Per primera vegada en la història el Mustang incorpora una suspensió multibrazo independent en les rodes posteriors, en substitució de la d'eix rígid usada en generacions anteriors. La davantera també canvia, emprant un esquema McPherson amb doble ròtula inferior i dos tirants tubulars que ancoren aquestes dues ròtules al xassís, en lloc d'un braç en forma de L. Quant als frens, si optem pel «performance pack», comptarem amb pinces rígides davanteres de quatre pistons pel EcoBost i sis pel V8, ambdues signades per Brembo, i situades en unes llandes de 19 polzades de diàmetre.
La nova versió del Mustang mostra similituds amb el cotxe Ford Fusion, tenint característiques més estètiques, amb un disseny més aerodinàmic mostrant luxes dins i fora de l'automòbil, Disponible en versió V6 de 3.7 litres i versió V8 de 5.0 litres amb nous calibratges. Mustang convertible és el cosí més despreocupado del fastback. Encara que comparteix els mateixos gens, va anar deliberadament dissenyat d'a dalt a baix com un convertible. Parlant de tendals, el nou Mustang convertible es descapota en la meitat del temps que el model actual. Aquesta nova versió del Mustang 2015 té una aparença que diu completament nou i una ànima totalment Mustang. En 2015 Ford va produir el Ford Mustang Apollo Edition, una sola unitat subhastada en més de 200 mil euros

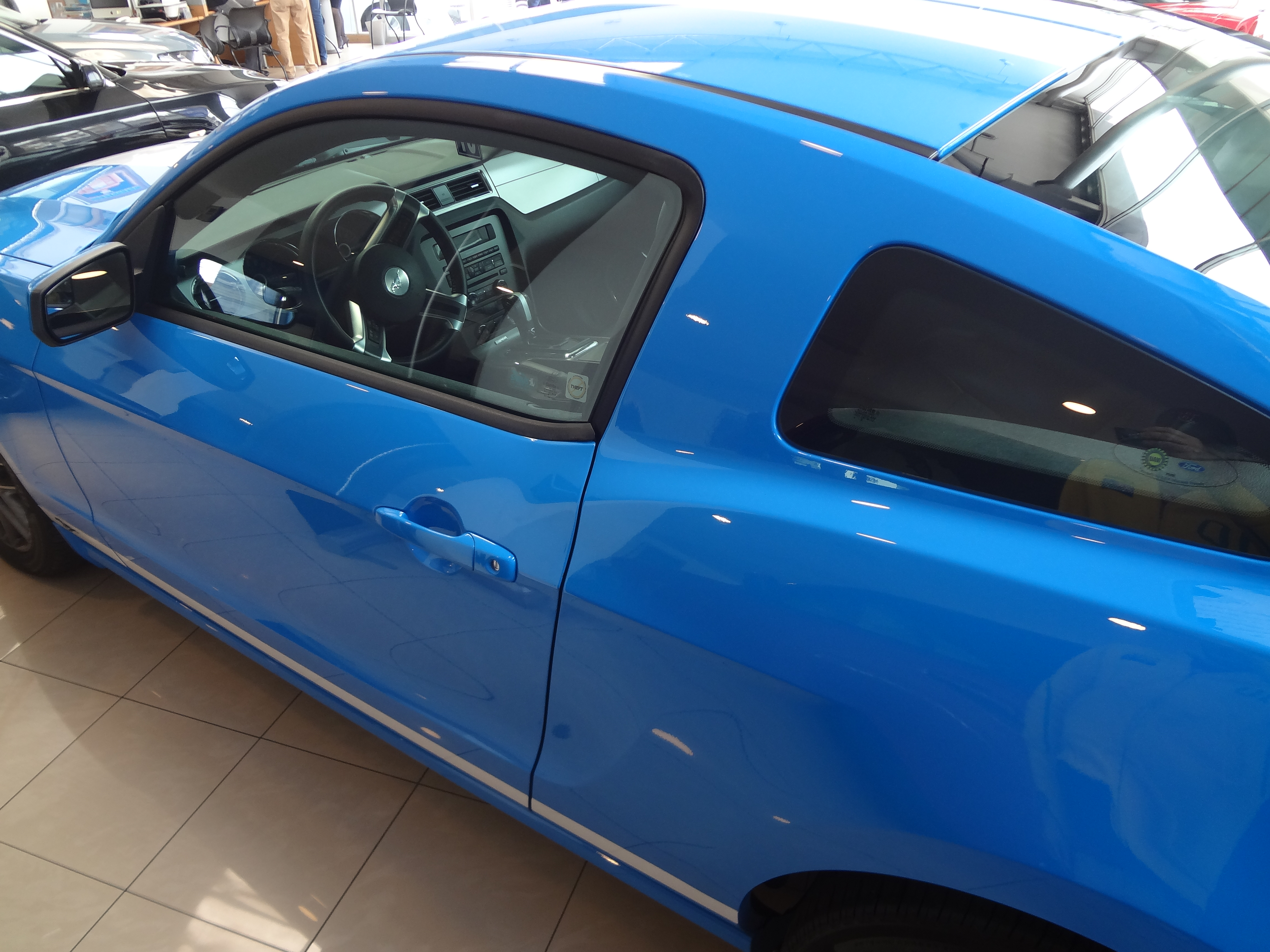

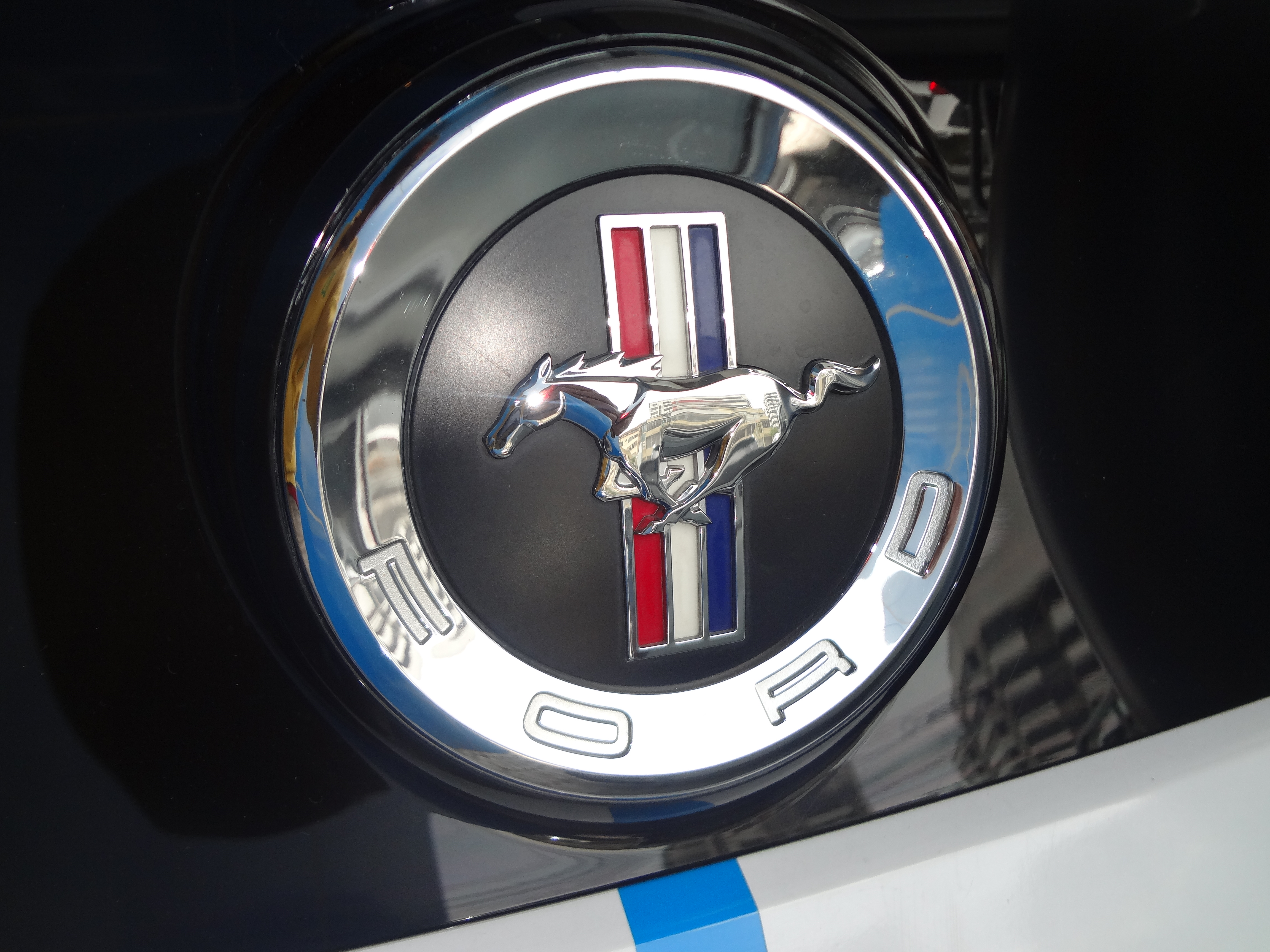

### Motoritzacions
2015
- 2.3 L (309 cv) EcoBoost L4
- 3.7 L (>305 cv) Duratec V6
- 5.0 L (>420 cv) Coyote V8
- 5.2 l (526 cv) shelby V8

## Cultura popular

### Cinema
- En la pel·lícula de James Bond "Goldfinger","Tilly" (Tania Mallet), la partener de Sean Connery, apareix conduint un model convertible Mustang de 1964.
- En la pel·lícula de James Bond "Diamants per a l'eternitat", James Bond, condueix per les Vegas un Mustang Mach1 a dues rodes.
- En la pel·lícula "Death Sentence" de 2007 apareix un Mustang Fastback '69 sent est el del protagonista Nick Hume.
- En pel·lícules com "Bullitt" de 1968, interpretada per Steve McQueen qui condueix el model GT amb Motor de 390Ci (a més d'uns altres i el Dodge Charger). La repercussió del Mustang després del film és tal que en 2001 Ford va anunciar una edició limitada del model, el Ford Mustang GT «Bullitt», amb unes prestacions similars a les del vehicle de la pel·lícula i que imitava el seu característic so. De fet, fins i tot existeixen associacions de propietaris d'aquest model com la International Mustang Bullitt Owners Club.[12]
- "Lock Up" de 1989, Sylvester Stallone, arreglen un Ford Mustang Cupè Hardtop 1964 de color vermell, mentre compleix condemna en una presó. Al final el cotxe és destrossat altres presos, seguint ordenis del alcaide Warden Drumgoole (Donald Sutherland).
- En "60 segons" de 2000, interpretada per Nicolas Cage, és una altra pel·lícula en la qual té especial rellevància el Ford Mustang, en concret el model Shelby GT500I anomenat Eleanor, amb el qual el protagonista té una relació una miqueta especial i que acabarà sent co-protagonista del desenllaç de la trama.[13][14]
- En "Transformers (pel·lícula)" Barricade un dels Decepticons es transforma en una patrulla Saleen S281[15]
- En la pel·lícula "Death Race" i "Death Race 2", l'acte principal és un Ford Mustang estilo ferroveller que dona una imatge clàssica d'aquest acte.
- En "2 Fast 2 Furious" de 2003 un Ford Mustang GT apareix en una escena quan és destruït entre les rodes d'un camió.
- En la pel·lícula "The Fast and the Furious: Tòquio Drift" apareix un Ford Mustang Fastback 1968 de color verd amb franges blanques, est és facilitat pel pare del protagonista, i té un motor RB26DETT (Nissan Skyline GTR R34) Tret d'un Nissan Silvia.
- En la pel·lícula "Drive", protagonitzada per Ryan Gosling. Aquest roba un Ford Mustang GT negre per cometre un robatori a una tenda d'obstinacions.
- En "Fast & Furious" un Mustang 2007 color groc amb franges negres apareix en unes escenes de la pel·lícula com quan Dom, Brian i altres pilots, incloent al Mustang creuen la frontera dels Estats Units i Mexico sense ser detectats
- En "Fast & Furious 6" es mostra un Ford Mustang Mach 1 de 1969 color blanc, que és atropellat per un tanc militar.
- En la sèrie de OVA's '"Gunsmith Cats"' del mangaka Kenichi Sonoda, l'acte que condueix la protagonista 'Irene "Ral·li" Vincent' és un Shelby GT500 1967.
- En la pel·lícula "Born to Race" l'enemic del protagonista condueix en Mustang GT 2010 color negre.
- En la sèrie "Alcatraz (sèrie de televisió)" de 2012, la protagonista repeteix la mateixa escena memorable feta per Steve McQueen del Mustang perseguint al Dodge Charger (model nou).
- En Need for Speed (pel·lícula) de 2014, el protagonista Tobey Marshall (Aaron Paul, exBreaking Bad), arma i condueix l'últim Ford Mustang Shelby GT500 platejat amb franges blaves i acaba sent xocant una nit abans de la "De León" (una carrera il·legal anual que es realitza a Califòrnia).
- També al final de la pel·lícula "Need for Speed (pel·lícula)", quan Tobey Marshall (Aaron Paul) surt de presó, Julia Maddon (Imogen Poots) apareix amb un Mustang GT 2015 vermell.
- Fa aparició un Mustang BOSS 429 en una pel·lícula protagonitzada per Keanu Reeves, Cridada: "John Wick". 24 oct. 2014.

En la pel·lícula DRIVE HARD protagonitzada per John Cusack, despues d'un atracament roben i fugen en un Mustang 351 negre.

### Videojocs
- En el videojoc d'actuacions Need For Speed: Most Wanted apareix com l'acte de dos dels contrincants del jugador, per ser més especifico el N°8 de la blacklist "Jewels", qui té un Ford Mustang GT personalitzat al seu estil. L'altre contrincant és l'últim corredor que el jugador ha d'enfrontar, "Razor" qui igual que Jewels tenia un Ford Mustang GT personalitzat, però ho deixa d'utilitzar a causa que guanya un altre automòbil, el qual és un BMW M3 el qual condueixes al principi en les 3 primeres carreres.
- També apareix en el videojoc Need For Speed Carbon, Hot Pursuit, Rivals (En aquest es pot apreciar el automovil Ford Mustang de sisena generació) entre d'altres.
- Entrant en la Saga de Grand Theft Acte, GTA V ens dona un acte amb característiques de Mustang, en aquest joc no s'esmenten marques reals així que trobarem un Ford Mustang amb el nom de Vapid Dominator.

- En el videojoc The Crew, sortit a la venda en 2014, es poden comprar gran varietat de cotxes, entre ells, de la marca Ford Mustang. És possible adquirir des d'un Mustang clàssic fins al més recent, el Ford Mustang GT 2015.